# Święta Larysa
Święta Larysa (zm. ok. 375 roku) – święta, męczennica chrześcijańska. Jest wspominana dnia 26 marca.
Najprawdopodobniej żyła w IV wieku w Grecji. Zginęła śmiercią męczeńską, zamordowana na rozkaz księcia gockiego.
Jej kult się rozpowszechnił w Kościele greckokatolickim.